# 반사회적 법률행위
반사회적 법률행위（ 反社會的法律行爲）는 대한민국 민법 제103조에 위반한 법률행위를 말한다.
(민법 제 103조) 선량한 풍속 기타 사회질서에 위반한 사항을 내용으로 하는 법률행위는 (절대적) 무효다.

## 같이 보기
- 불공정한 법률행위